# Heitor Campos Monteiro
Heitor de Campos Monteiro (* 16. Juli 1899 in São Mamede de Infesta; † 30. November 1961 in Porto) war ein portugiesischer Dramatiker.

## Werdegang
Campos Monteiro wurde als Sohn des Arztes und Polygrafen Abílio Campos Monteiro (1876–1933) geboren. Als Autor arbeitete er überwiegend für das Theater. Gemeinsam mit seinem Bruder Germano verfasste er das Drama O Inocêncio em pessoa. Sein Roman A Costureirinha da Sé wurde 1959 unter der Regie von Manuel Guimarães als A Costureirinha da Sé verfilmt.